# Coleoxestia guttula
Coleoxestia guttula är en skalbaggsart som beskrevs av Martins och Monné 2005. Coleoxestia guttula ingår i släktet Coleoxestia och familjen långhorningar. Inga underarter finns listade i Catalogue of Life.